# Moïse Kisling
Moïse Kisling (Krakkó, 1891. január 22. – Sanary-sur-Mer, Provence-Alpes-Côte d’Azur, 1953. április 29.) lengyel származású francia festő. Az École de Paris tagja.

## Élete, munkássága
A krakkói képzőművészeti főiskolán tanult, mestere Józef Pankiewicz európai látókörű posztimpresszionista festő volt, az ő ösztönzésére utazott Kisling Párizsba 1910-ben. Letelepedett a Montmartre-on, majd a Montparnasse-on, összebarátkozott az ott élő és alkotó kortárs fiatal festőkkel. Látogatotta Le Bateau-Lavoir-t. Kisling főleg az ekkor még fauvista André Derain köréhez tartozott és igen jó barátságba került Amedeo Modiglianival. Sorban próbálta ki a modern festészeti irányzatokat, a fauvizmust, az expresszionizmust, a kubizmust, a konstruktivizmust, később a szürrealizmust, de egyik mellett sem kötelezte el magát.
Az első világháború kezdetekor, 1914-ben jelentkezett a francia idegen légióba, 1915-ben súlyosan megsebesült, e miatt leszerelték és megkapta a francia állampolgárságot. Folytathatta festői pályáját, ekkor festette meg Modigliani az arcképét, amelyet ma a párizsi Musée d'Art Moderneas őriz.
Modigliani egy ideig hatással volt rá, Kisling portréfestményein is jelentek meg melankolikus arcok, de ez nem tartott sokáig, folytatta a lengyel hagyományokat, a színes formák dinamizmusát, a sima arcú és álmodozó tekintetű aktok, portrék festését. Későbbi nagyvilági hölgyekről festett képein a felfokozott élénkség, a ragyogó színek szinte elnyomták az érzelmi és érzéki túláradást.
Számos népviseletet (holland, lengyel, román, breton) megjelenített képein, csendéletein feltűnően dekoratívak a virágkompozíciók, amelyek 17. századi holland festészetre emlékeztetnek. Mind Európában, mind Amerikában számos helyen szerepelt kiállításokon képeivel, Hitler hatalomra jutásáig (1933) kiállított Németországban és Lengyelországban is. Tagja lett a lengyel festők és szobrászok szakszervezetének, amelyet 1922-ben alapítottak Párizsban. Kisling gyakran tartózkodott Provence-ban, ahol a táj nagy kihívást jelentett számára, számos tájképet festett.
1940-ben jelentkezett a francia hadsereg soraiba, de zsidó származása miatt üldözte a Gestapo, menekülnie kellett, Spanyolországon és Portugálián keresztül kiment az USA-ba. A második világháború alatt New York-ban élt, ahol a Whitney of Museum Art-ban állították ki műveit. A háború végén, 1945-ben visszatért Franciaországba és Provence-ban festett haláláig.
Legtöbb művét a Musée du Petit Palais őrzi Párizsban.

## Művészete
Portrékat, aktokat, tájképeket és csendéleteket festett. Mesterien össze tudta egyeztetni saját népi hagyományait az európai festészet hagyományaival és a modern stílusokkal. Ez a Párizsi iskola fő jellegzetessége: a külföldi festők beletanultak a párizsi festészetbe, de a sajátjukat sem nem hagyták el. Kisling képeinek tanulmányozása igen tanulságos ebben a vonatkozásban is.

## Művei (válogatás)
- Saint-Tropez (1918)
- Provence-i tájkép[7] (1919)
- Sanary tájkép[8] (1920)
- Ruda Kiki de Montparnasse (1929)
- Fekvő akt[9] (1933)
- Fiatal fiú portréja (1937)

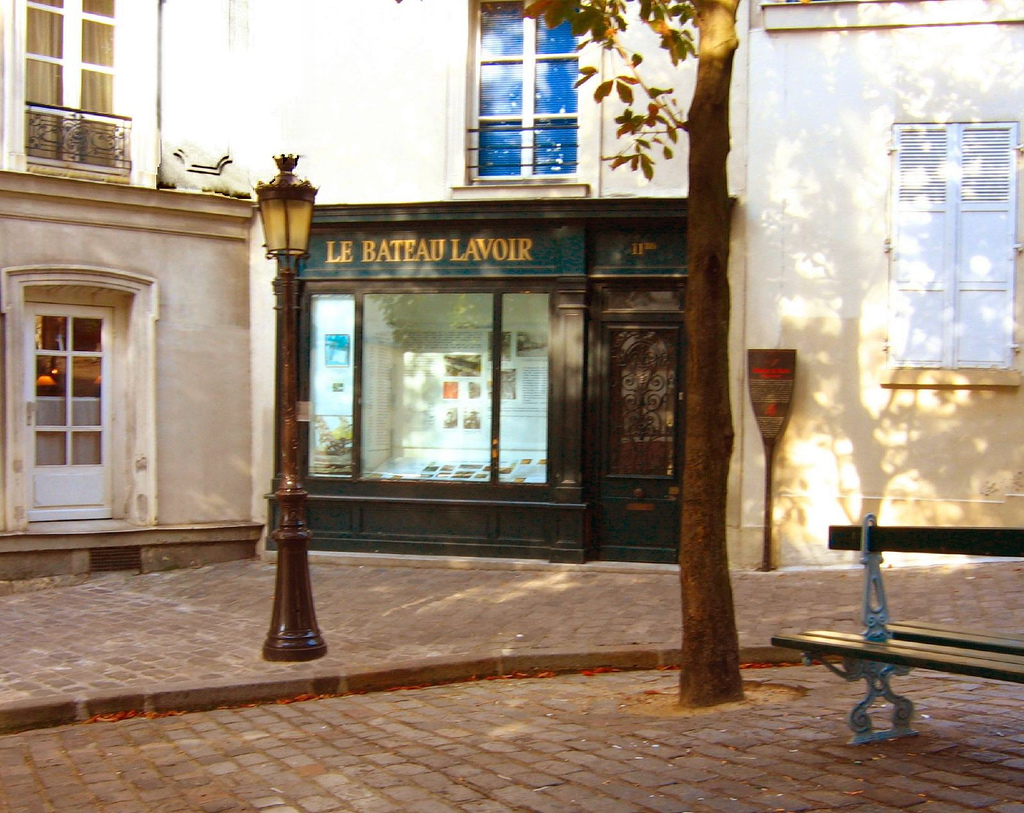
Le Bateau Lavoir (Párizsi és Párizsban élő modern művészek találkozó helye az első világháborúig)

- Nő kendővel (Musée National d’Art Moderne, Párizs)
- Meztelen nők (1949)
- A fehér szegfű (csendélet)[10]
- Provence kapuja (=Port de Province)[11]